# Amina Claudine Myers

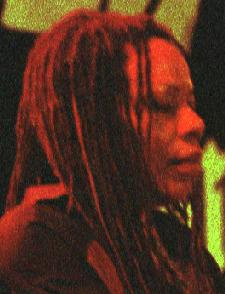
Amina Myers (2005)

Amina Claudine Myers (* 21. März 1943  in Blackwell, Arkansas) ist eine US-amerikanische Jazzmusikerin (Pianistin, Organistin und Sängerin).

## Leben und Werk
Myers wuchs in einem von Gospel und Rhythm 'n' Blues geprägten Umfeld in Texas auf, hörte aber als Heranwachsende auch europäische Musik, wie beispielsweise Mozarts Requiem. Sie sang in Gospelchören und begann mit sieben Jahren mit dem Klavierspiel. In der Mitte der 1960er zog sie als Schullehrerin nach Chicago, wo sie mit Gene Ammons und Sonny Stitt spielte, dann aber der Musikervereinigung Association for the Advancement of Creative Musicians beitrat. Heute gilt Myers als eine wichtige Vertreterin der AACM. Mit Saxophonist Kalaparusha Maurice McIntyre nahm Amina 1969 ihr erstes Jazzalbum auf; des Weiteren arbeitete sie mit Ajaramu Shelton. 1976 übersiedelte sie nach New York City und nahm dort mit Lester Bowie (African Children,  1978) und Muhal Richard Abrams (Duet, 1981) auf und gründete eigene Gruppen. Bis 2021 veröffentlichte sie elf Alben unter eigenem Namen.
Anfang der 1980er-Jahre lebte Myers für einige Jahre in Europa. 1985 spielte sie in Charlie Hadens Liberation Music Orchestra. Seit den 1990er-Jahren war sie häufiger im Umfeld von Bill Laswell zu hören. In Lester Bowies Organ Ensemble erfand sie eigenwillige Kombinationen aus traditioneller afro-amerikanischer Musik und freiem Jazz. Sie arbeitete aber auch mit dem Art Ensemble of Chicago, Archie Shepp, David Murray, Arthur Blythe, Frank Lowe, Jeanne Lee, Leroy Jenkins, Jim Pepper und Ray Anderson. 2024 legte sie mit Wadada Leo Smith das Duoalbum Central Park’s Mosaics of Reservoir, Lake, Paths and Gardens vor, gefolgt von dem Soloalbum Solace of the Mind (2025).
Myers verfasste ein zeitgenössisches Musical und mehrere größere Kompositionen für verschiedene Ensembles, etwa die großformatigen Orchester-Stücke „Interiors“ oder „Improvisational Suite for Chorus, Pipe Organ And Chorus“. Weiter wirkte sie an der Off-Broadway-Musicalproduktion Ain’t Misbehavin’ mit und trat auch als Schauspielerin in Erscheinung. Die Wurzeln ihrer Musik liegen bis heute im Gospel, Spiritual und Blues. Myers stellt diese Elemente nicht einfach nebeneinander, sondern lässt sie mit unterschiedlicher Gewichtung ineinander fließen. Als Sängerin besticht sie mit ihrer signifikanten vollen Stimme, die erdigen Blues gut zur Geltung bringt.

## Preise und Auszeichnungen
Myers wurde 2010 in die Arkansas Jazz Hall of Fame aufgenommen. 2017 gewann sie den „JOY Award“. 2021 wurde sie mit dem Living Legacy Jazz Award der Mid Atlantic Arts Foundation ausgezeichnet.

## Diskographische Hinweise

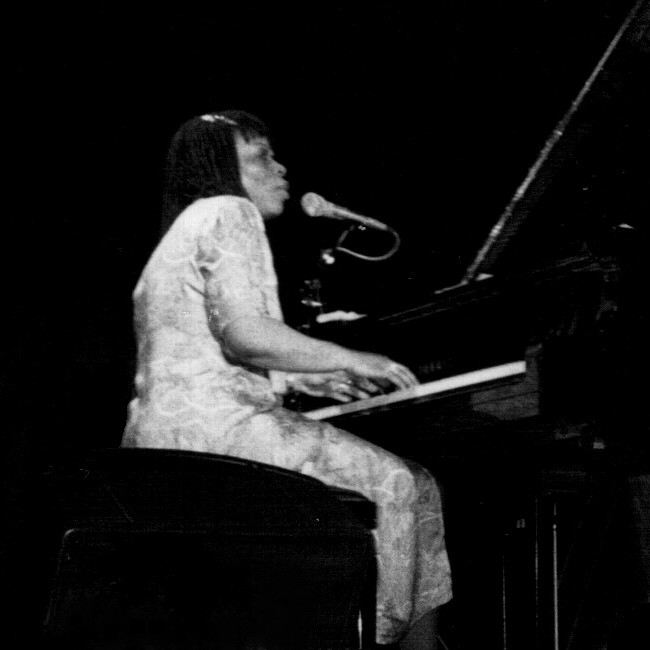
Amina Claudine Myers, 1983

- Poems for Piano: The Piano Music of Marion Brown (1979)
- Song for Mother E (1979, mit Pheeroan akLaff)
- Salutes Bessie Smith (1980, mit Cecil McBee und Jimmy Lovelace)
- The Circle of Time (1983, mit Don Pate und Thurman Barker)
- Jumping in the Sugar Bowl (1984, mit Thomas Palmer und Reggie Nicholson)
- Country Girl (1986, mit Patience Higgins, Carlos Ward, Ricky Ford, Jerome Harris, Reggie Nicholson und Bola Idowu)
- Amina (1987, mit Jerome Harris, Reggie Nicholson, Bola Idowu, Ray Mantilla, Catherine Russell und David Peaston)
- In Touch (1989, mit Jerome Harris, Reggie Nicholson, Flare Funston, Pete Levin und Jason Mills)
- Marian McPartland’s Piano Jazz with Guest Amina Claudine Myers (1991)
- Women in (E)Motion-Festival (1993, mit Jerome Harris und Reggie Nicholson)
- Jim Pepper / Amina Claudine Myers / Anthony Cox / Leopoldo Fleming: Afro Indian Blues (2006)
- Sama Rou: Songs From My Soul (2016)
- Wadada Leo Smith / Amina Claudine Myers: Central Park’s Mosaics of Reservoir, Lake, Paths and Gardens (2024)
- Solace of the Mind (2025)